# Neopetrobia simlaensis
Neopetrobia simlaensis är en spindeldjursart som beskrevs av N. Prasad 1975. Neopetrobia simlaensis ingår i släktet Neopetrobia och familjen Tetranychidae. Inga underarter finns listade i Catalogue of Life.